# Bettina Trabert
Bettina Trabert (* 4. März 1969 in Ottawa, Kanada) ist eine deutsche Schachgroßmeisterin der Frauen.

## Leben

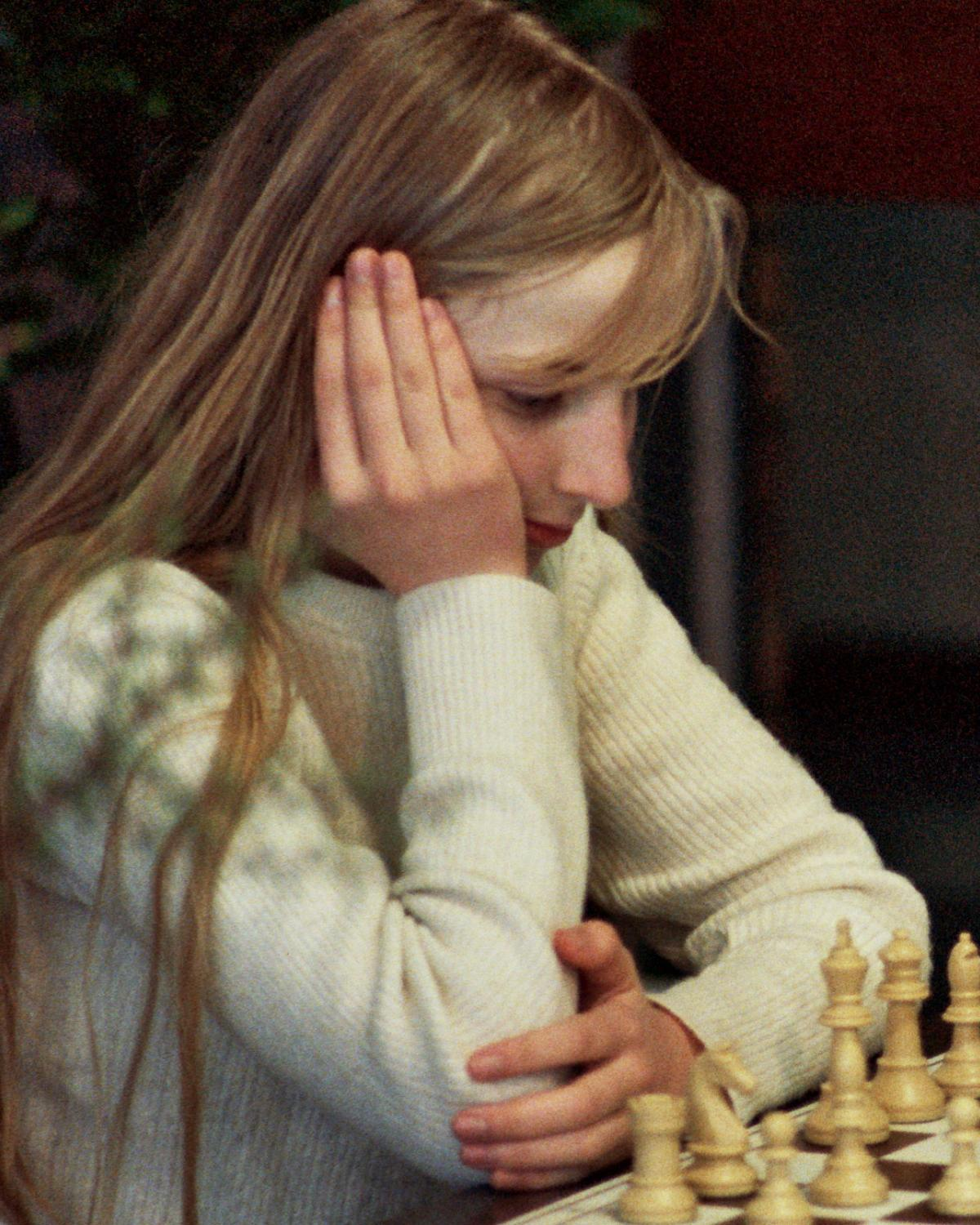
Bettina Trabert, 1982 bei der Mädchenmeisterschaft von NRW

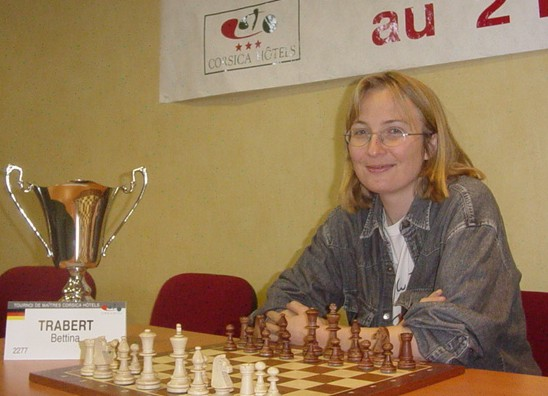
April 2004, Corsica Masters in Bastia, 3. Platz

Das Schachspiel erlernte sie im Alter von 8 Jahren von ihren beiden älteren Brüdern.
Im Jahre 1983 erreichte sie als 14-Jährige den zweiten Platz bei der deutschen U20-Mädchenmeisterschaft in Hanau, hinter Anja Dahlgrün. Mit 14 Jahren nahm sie an ihren ersten internationalen Turnieren teil. Im Jahre 1984 belegte sie den vierten Platz bei der U16-Weltmeisterschaft der Mädchen in Champigny-sur-Marne.
Im Jahre 1987 gewann sie das Zonenturnier der Frauen in Erlangen, womit sie sich für das Interzonenturnier der Frauen in Tuzla qualifizierte. Im selben Jahr wurde ihr der Titel Internationale Meisterin der Frauen (WIM) verliehen. Sie nahm an den Juniorinnenweltmeisterschaften der unter 20-Jährigen 1988 in Adelaide (Australien) teil, sowie 1989 im kolumbianischen Tunja, wo sie den achten Platz erreichte. In den folgenden Jahren trat sie bei offenen Turnieren und Rundenturnieren hauptsächlich gegen männliche Gegnerschaft an.
Im Jahre 2000 erhielt sie von der FIDE den Großmeistertitel der Frauen (WGM).
Sie studierte Ethnologie, Soziologie und Philosophie in Freiburg und Hamburg. Mit Spyridon Skembris hat sie einen Sohn, der den Titel eines Meisterkandidaten (CM) trägt.

## Nationalmannschaft

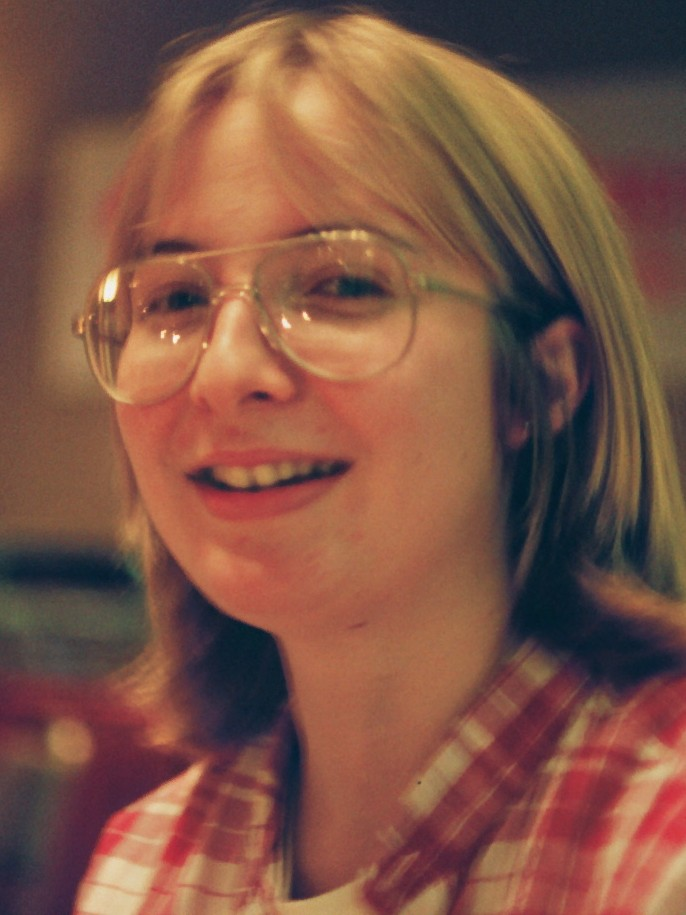
Bettina Trabert, Dubai 1986

Bettina Trabert nahm an den Schacholympiaden der Frauen 1986 in Dubai, 1988, 1990, 1996 und 2000 und den Mannschaftseuropameisterschaften der Frauen 1997 und 2005 teil.

## Vereine
In der deutschen Frauenbundesliga spielte Bettina Trabert in der Saison 1992/93 für den TSV Schott Mainz, von 2001 bis 2004 für den SC Meerbauer Kiel und in der Saison 2006/07 für den SK Doppelbauer Kiel.
In der französischen Mannschaftsmeisterschaft der Frauen spielte sie von 2002 bis 2004 für Cannes Echecs, mit denen sie 2004 den Titel gewann und am European Club Cup der Frauen 2003 teilnahm. In der griechischen Liga hat Bettina Trabert für SAX Chania und SOP Patras gespielt.
In der Saison 2015/16 war sie beim SK Freiburg-Zähringen 1887 sowie als Gastspielerin beim SK Doppelbauer Kiel gemeldet.